# قزوینه
قزوینه، روستایی از توابع بخش مرکزی شهرستان کنگاور در استان کرمانشاه ایران است.

## فرهنگ و مردم
مردمان ساکن در دهستان قزوینه همگی کُرد زبان‌اند و به زبان کردی تکلم می‌کنند که ریشه در  کُردی کرمانشاهی دارد. 
مذهب ساکنین  در این دهستان شامل شیعه و اهل حق است.

## جمعیت
این روستا در دهستان قزوینه قرار دارد و براساس سرشماری مرکز آمار ایران در سال ۱۳۸۵، جمعیت آن ۱۷۳ نفر (۴۶خانوار) بوده‌است.